# Římskokatolická farnost Náměšť nad Oslavou
Římskokatolická farnost Náměšť nad Oslavou je jedno z územních společenství římských katolíků v obci Náměšť nad Oslavou s farním kostelem sv. Jana Křtitele.

## Území farnosti
- Náměšť nad Oslavou s farním kostelem sv. Jana Křtitele a s kaplí sv. Anny
- Naloučany s filiálním kostelem sv. Jakuba Staršího
- Vícenice u Náměště nad Oslavou s filiálním kostelem sv. Marka
- Ocmanice
- Zňátky

Fotogalerie
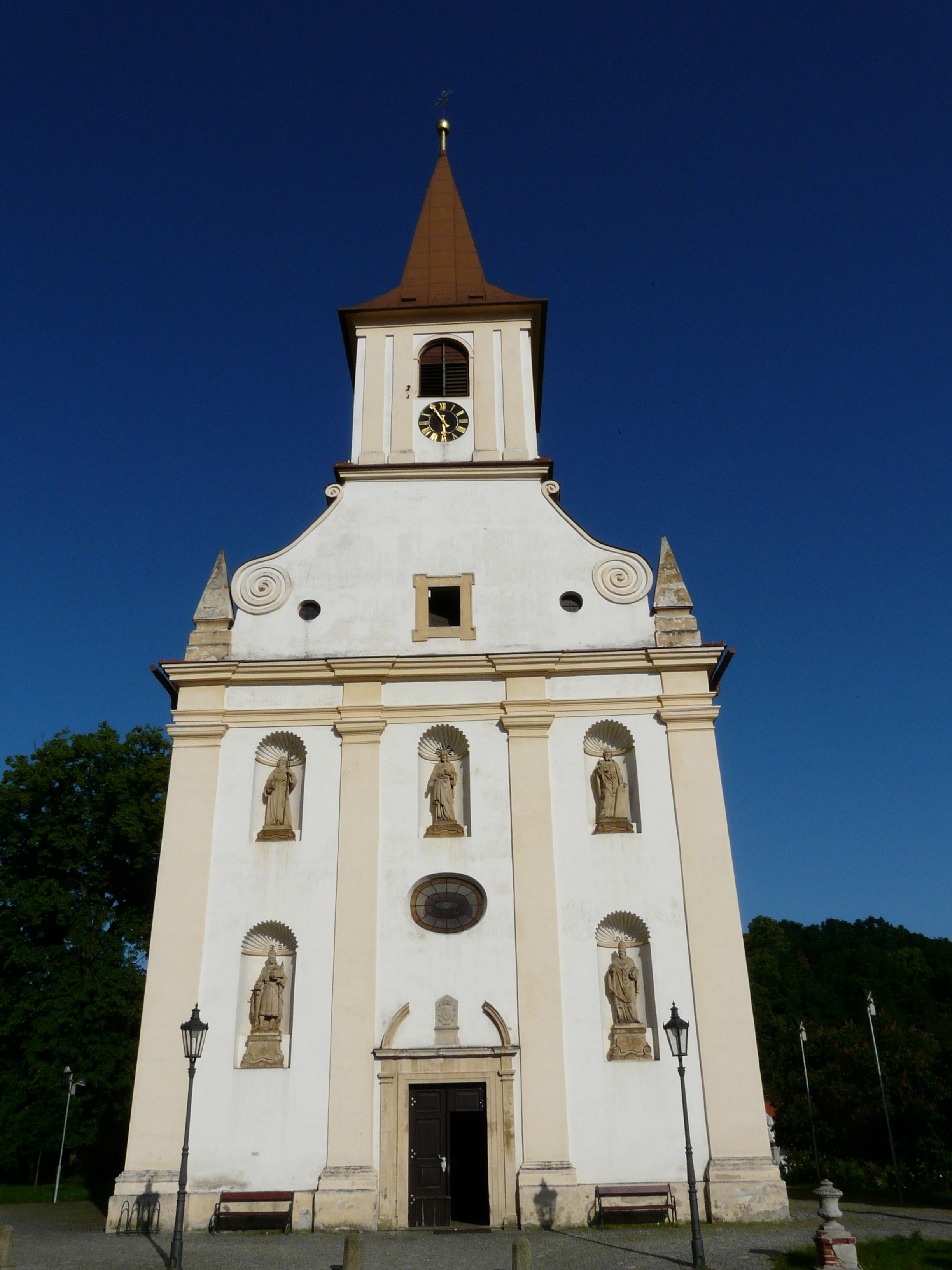
Kostel sv. Jana Křtitele
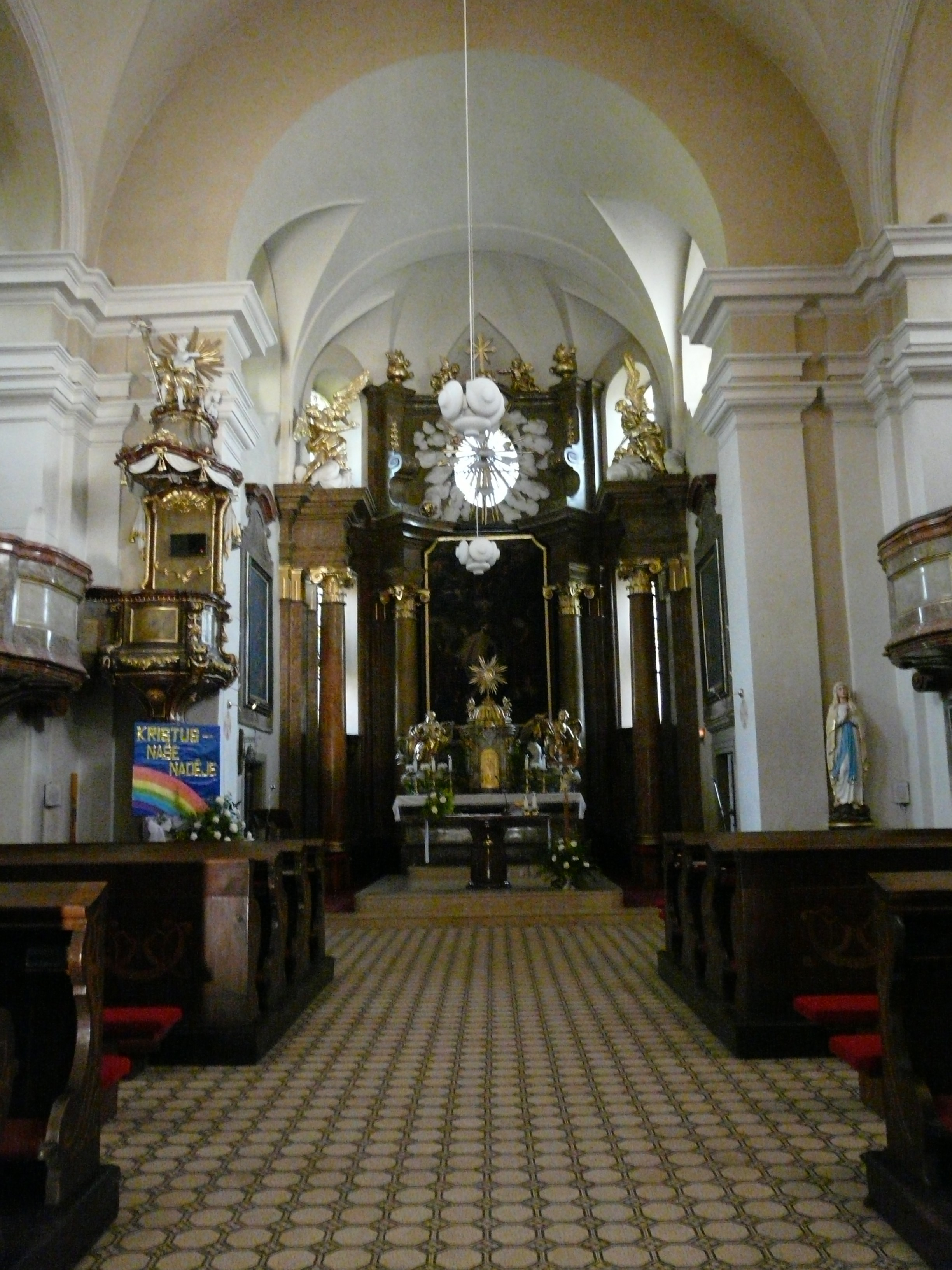
Kostel sv. Jana Křtitele zevnitř
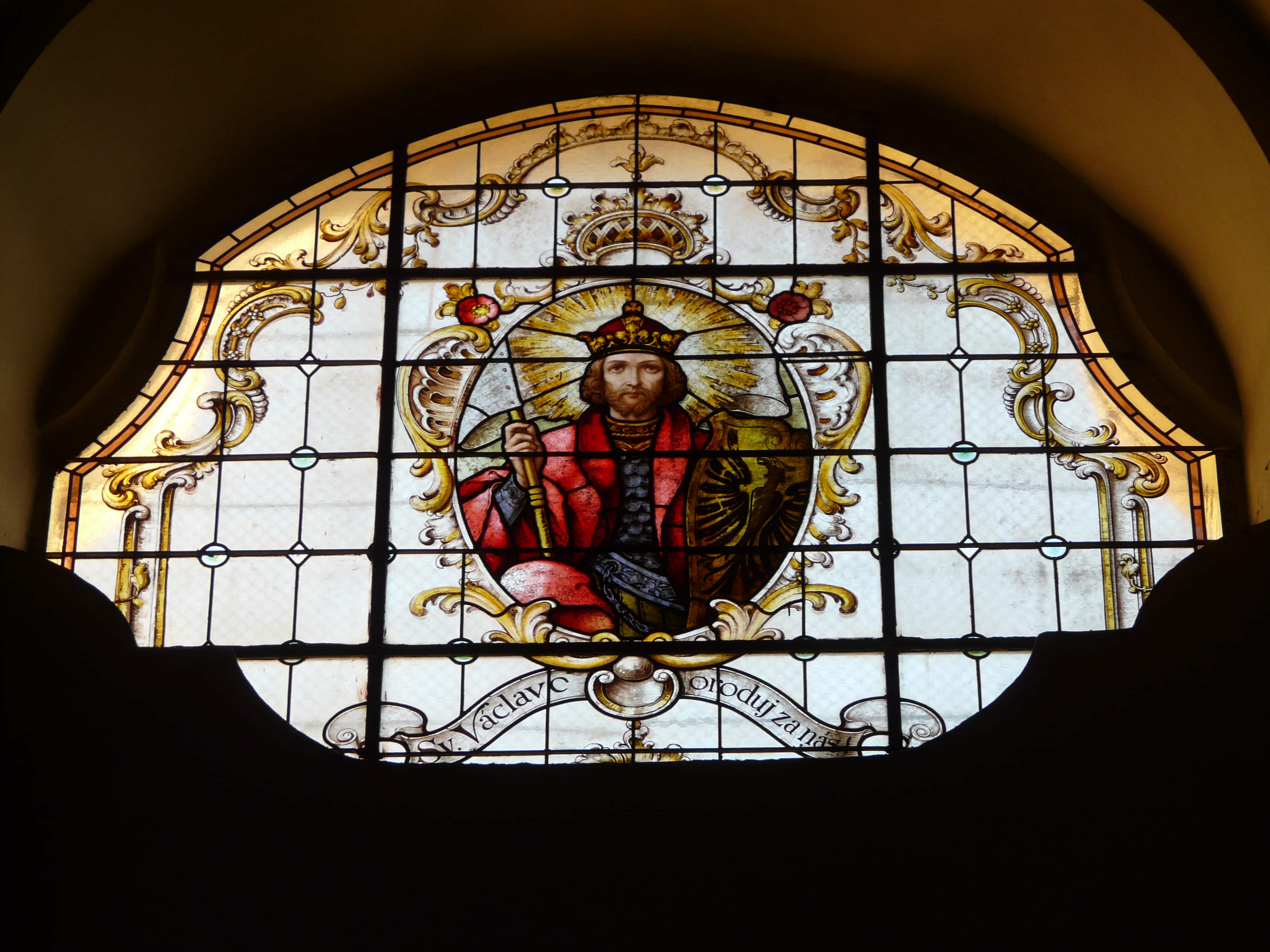
Kostel sv. Jana Křtitele zdobené okno
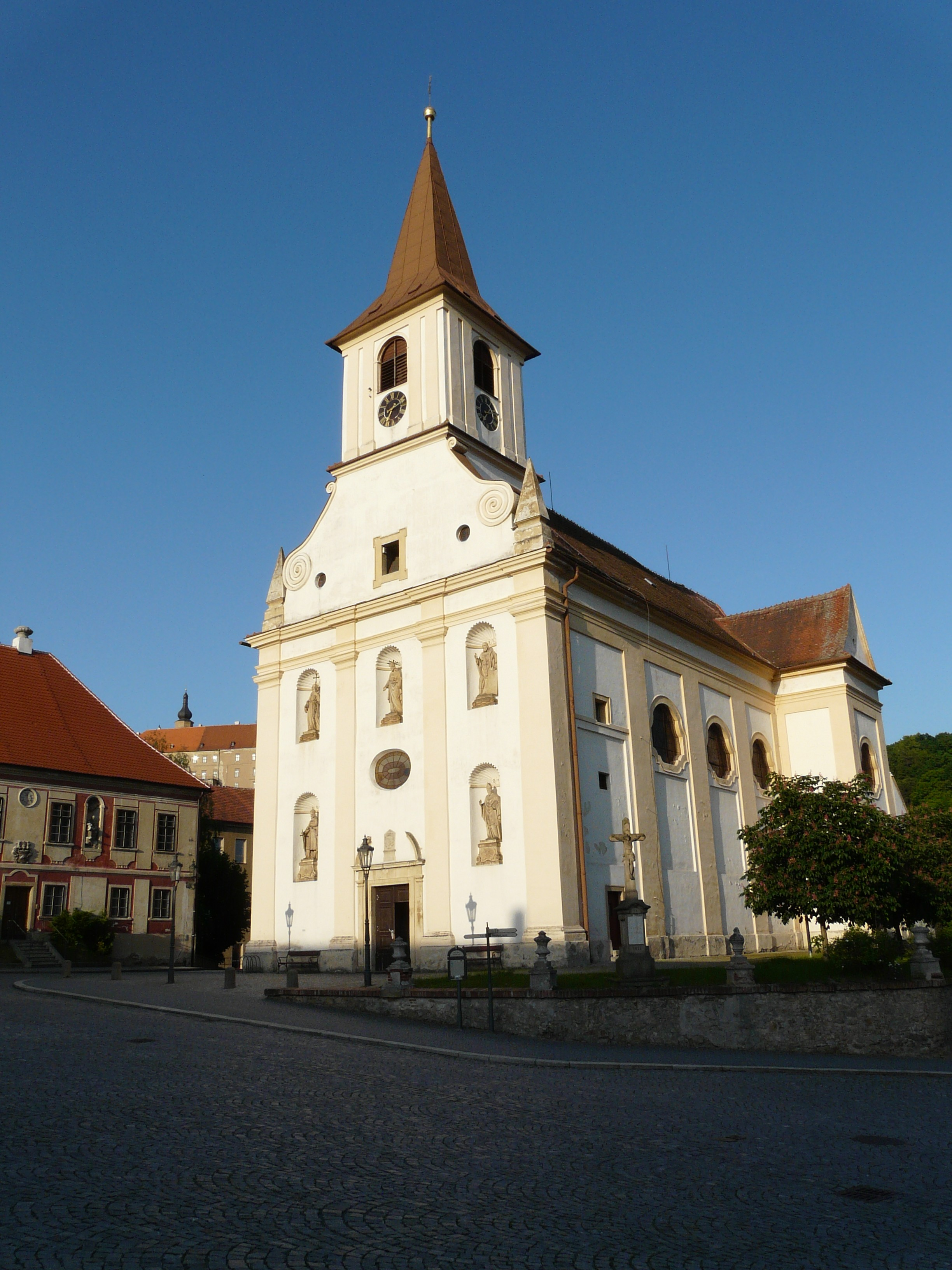
Kostel sv. Jana Křtitele zvenku

## Historie farnosti
První náměšťský farář je zmiňován roku 1345. Po husitských válkách byli majitelé zdejšího panství většinou nekatolíci, takže katolická víra na celém panství téměř zanikla. Prvním farářem ustanoveným po reformaci byl P. Josef Zagrabinský, který je uváděn na listinách kolem roku 1630. Ten byl iniciátorem výstavby nového kostela poté, co původní chrám byl zničen požárem a fara neexistovala. Nový kostel sv. Jana Křtitele byl dokončen a slavnostně konsekrován roku 1641.

## Duchovní správci
Jmenný seznam duchovních správců je doložen od roku 1630.
Od 1. srpna 2008 byl farářem R. D. Mgr. Jan Nekuda. Toho od 1. srpna 2016 vystřídal R. D. ThLic. Tomáš Holý. Od 1. srpna 2023 je farářem R. D. Vladimír Langer

## Bohoslužby
| Kostel              | Místo              | Bohoslužba (den)                      | Hodina                        | Poznámka        |
| ------------------- | ------------------ | ------------------------------------- | ----------------------------- | --------------- |
| sv. Jana Křtitele   | Náměšť nad Oslavou | neděle úterý středa pátek sobota      | 9.00 18.00 8.00 (1. v měsíci) | farní kostel    |
| sv. Václava         | Náměšť nad Oslavou | neslouží se pravidelně                | neslouží se pravidelně        | zámecká kaple   |
| sv. Jakuba Staršího | Naloučany          | 1. neděle v měsíci 3. sobota v měsíci | 11.00 18.00                   | filiální kostel |

## Aktivity ve farnosti
Ve farnosti se pravidelně koná farní ples.
Dnem vzájemných modliteb farností za bohoslovce a bohoslovců za farnosti brněnské diecéze je 27. září. Adorační den připadá na 20. únor. Farnosti Náměšť nad Oslavou a Hartvíkovice vydávají společný farní zpravodaj.
Farnost se každoročně zapojuje do tříkrálové sbírky. V roce 2016 se při ní vybralo v Náměšti nad Oslavou 74 257 korun. 